# Kolegiata Najświętszej Maryi Panny Wspomożenia Wiernych w Pile
Kolegiata Najświętszej Maryi Panny Wspomożenia Wiernych w Pile – kościół parafialny w Pile. Od 14 września 2002 siedziba Kolegiackiej Kapituły Pilskiej utworzonej przez ówczesnego biskupa koszalińsko-kołobrzeskiego Mariana Gołębiewskiego. Mieści się przy ulicy Złotej, na Osiedlu Górnym.

## Historia
Kościół został zbudowany w latach 1978–2000, konsekrowany 21 maja 2000 przez biskupa Mariana Gołębiewskiego. Obecnym proboszczem jest ksiądz Stanisław Oracz.

## Architektura
Ma kształt pięciokąta. Jego ściany są wklęsłe i białe. Wieża kolegiaty stylizowana jest na maszt. Sylwetka kościoła przypomina płynącą łódź. Architektem świątyni jest mgr inż. Aleksander Holas z Lubonia koło Poznania. Kościół połączony jest z kaplicą i domem parafialnym. 

## Wyposażenie
Ołtarz główny kościoła wzorowany jest na ołtarzu znajdującym się w Doylestown w stanie Pensylwania w USA. 